# イーオー (筆記具)
イーオー（英語表記名：eo）は、ゼブラ が展開するアルベスシリーズの第二弾。イギリスの若手デザイナーによる、ロンドンの街を彩る交通手段をモチーフにした筆記具シリーズ。同シリーズ第一弾はピールト。
eo（イーオー）は、ラテン語で「to tlavel」の語源となる意味で、旅をするような楽しさを込めている。

## 特徴
ボールペン、シャープペン、3色ボールペン、蛍光マーカーの展開。ボールペンはロンドンバス（2階建てバス）、シャープペンはロンドンタクシー、3色ボールペンはロンドンの地下鉄、蛍光マーカーはテムズ川をイメージした形状。

## ラインナップ
- ボールペン（油性）：赤軸（インク色：黒、青、赤）ボール径0.7mm、替芯はSK-0.7芯。
- シャープペン：黒軸、シャープ径0.5mm
- 3色ボールペン（油性）：白軸（搭載インク色：黒、青、赤）ボール径0.7mm、替芯はSK-0.7芯。
- 蛍光マーカー：白軸（インク色：青、黄、ピンク）